# Hendrik Miskin

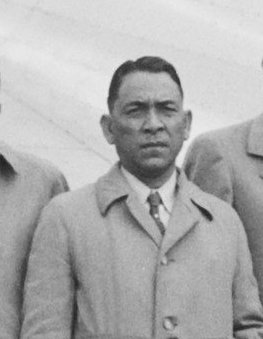
H. Miskin (1946)

Hendrik Miskin (Petersburg, 5 januari 1900 – 1987) was een Surinaams tolk en politicus.
Hij werd geboren op de plantage Petersburg die gelegen was aan de Surinamerivier. Hij was tolk in de Javaanse en Maleise talen bij het Immigratiedepartement.
Daarnaast was hij meerdere jaren actief in de politiek. In 1938 werd hij door de gouverneur benoemd tot lid van de Staten van Suriname. Daarmee was hij het eerste Statenlid uit de Javaanse bevolkingsgroep. Hij zou tot 1946 Statenlid blijven.
Dat een van de vijf door Kielstra in 1938 zelf benoemde Statenleden een Javaan was wekte weinig verbazing, maar de selectie van Hendrik Miskin werd om die reden wel met argusogen bekeken.
Hendrik Miskin werd in het jaar 1900 geboren op plantage Petersburg aan de Surinamerivier. Deze aan Domburg verbonden plantage was na afloop van het Staatstoezicht in 1873 als gouvernements-vestigingsplaats beschikbaar gesteld voor kleinschalige landbouw. Miskin behoorde derhalve tot de eerste generatie Javanen met Suriname als geboortegrond.
Miskin fungeerde als tolk in de Javaanse en Maleise talen bij het Immigratiedepartement, en had hiermee een belangrijke sleutelpositie binnen de Javaanse gemeenschap. Zo zou hij in 1931 met Dr E. J. Abrahams en Julius Aksel de terugkeer begeleiden van 700 Javanen tijdens hun reis met de SS Simaloer naar Nederlands Indie, na afloop van hun contractperiode in Suriname.
Met zijn benoeming werd hij in 1938 het eerste Statenlid van Javaanse afkomst. Ten tijde van zijn benoeming bestond er twijfel of Kielstra bij zijn keuze een ‘Christen-Javaan’ had geselecteerd die niet representatief zou zijn voor zijn achterban, maar dat bleek niet het geval.
Miskin zou hiernaast als ‘landbouwer’ als te weinig ontwikkeld worden beschouwd. Al snel na hun benoeming stelden zowel de Hindostaan Sukul als Miskin echter al kritische vragen over de behandeling van contractanten in Suriname. Miskin toonde zich vooral geërgerd over het stelselmatig verwijzen van zieke Javanen naar Lansigron.
Miskin zou in 1942 een herbenoeming krijgen en bleef tot 1946 Statenlid. Hierna maakte hij in 1948 nog deel uit van de delegatie voor de eerste Ronde Tafel Conferentie over een zelfstandiger positie van Suriname. Na afloop van zijn politieke carrière zou Hendrik Miskin in 1949 toetreden tot de commissie van toezicht voor leprozerie Groot-Chatillon. Hiernaast zou hij zijn werk als tolk weer oppakken.
Na Hendrik Miskin werd in 1946 Ming Doelman (1896-1952) het eerste gekozen Javaanse Statenlid.

Bovenstaande met dank aan Nico Eigenhuis.